# Botanischer Garten Ljubljana
Der 1810 gegründete Botanische Garten der Universität Ljubljana (slowenisch Botanični vrt Univerze v Ljubljani, kurz Botanischer Garten Ljubljana) ist die älteste kontinuierlich betriebene Kultur-, Wissenschafts- und Bildungseinrichtung in Slowenien. Er steht unter der Schirmherrschaft des Fachbereichs Biologie der Fakultät für Biotechnologie der Universität Ljubljana.
Die Institution ist Mitglied des internationalen Netzwerks Botanic Gardens Conservation International und kooperiert mit mehr als 270 botanischen Gärten auf der ganzen Welt. Von über 4500 Pflanzenarten und -unterarten, die auf 2 Hektar wachsen, ist etwa ein Drittel in Slowenien endemisch, während der Rest aus anderen europäischen Orten und anderen Kontinenten stammt.
2008 wurde der Garten zum Kulturdenkmal von nationaler Bedeutung erklärt.

## Lage
Der Botanische Garten befindet sich an der nordwestlichen Spitze des Laibacher Stadtbezirks Rudnik zwischen Karlovška cesta und Ižanska cesta direkt am Gruberkanal.
Er ist vom Špica-Park im Stadtbezirk Zentrum über den Hladnik-Steg zu erreichen und ist denkmalgeschützt. (Heinemann/Koch/Mack)

## Geschichte

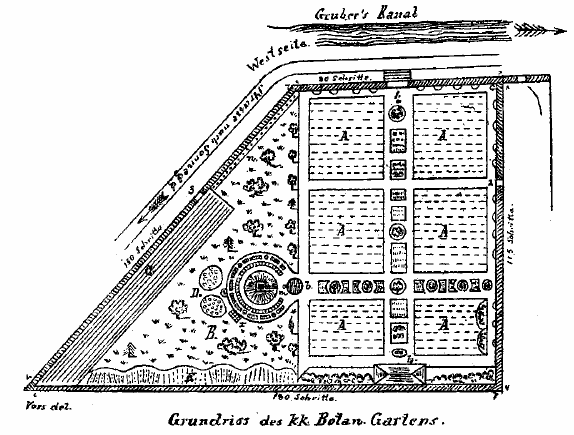
Grundriss des Botanischen Gartens Ljubljana (1885)

Der Garten wurde 1810 von der französischen Besatzungsverwaltung Sloweniens (Illyrische Provinzen, 1809 bis 1813) als staatliche Schuleinrichtung mit dem Ziel gegründet, die heimische Flora darzustellen.
Sein Initiator, Franz Hladnik, wurde vom französischen Marschall Auguste Marmont, dem Gouverneur der Illyrischen Provinzen, zum Leiter des Gartens ernannt.
Für die Einrichtung des Gartens konnte Hladnik zwischen einem Grundstück im Bereich des heutigen Tivoli-Parks und dem Gebiet entlang des Gruberkanals wählen. Er entschied sich für den letztgenannten Standort, weil dort bereits kultiviertes Ackerland existierte.
Bereits 1810 konnten mehr als 400 Gewächse angepflanzt werden, die Hladnik zuvor im Garten des von ihm geleiteten Gymnasiums gezüchtet hatte. Insgesamt sollen etwa 2000 Arten von Krainer Pflanzen, die aus der Umgebung von Ljubljana, Idrija, Karawanken und dem Bohinj-Gebirge gebracht wurden, angepflanzt worden sein.
Sofort nach der Aufhebung der Illyrischen Provinzen gelang es Franz Hladnik, den Fortbestand des Gartens zu sichern, obwohl die habsburgischen Behörden sonst alle französischen Einrichtungen aufgehoben haben. Nach dem Abzug der Franzosen und der Wiederherstellung der österreichischen Verwaltung (1814) fungierte der Garten weiterhin als Mittelschuleinrichtung und entwickelte sich allmählich zu einem Zentrum der botanischen Forschung im damaligen Krain.

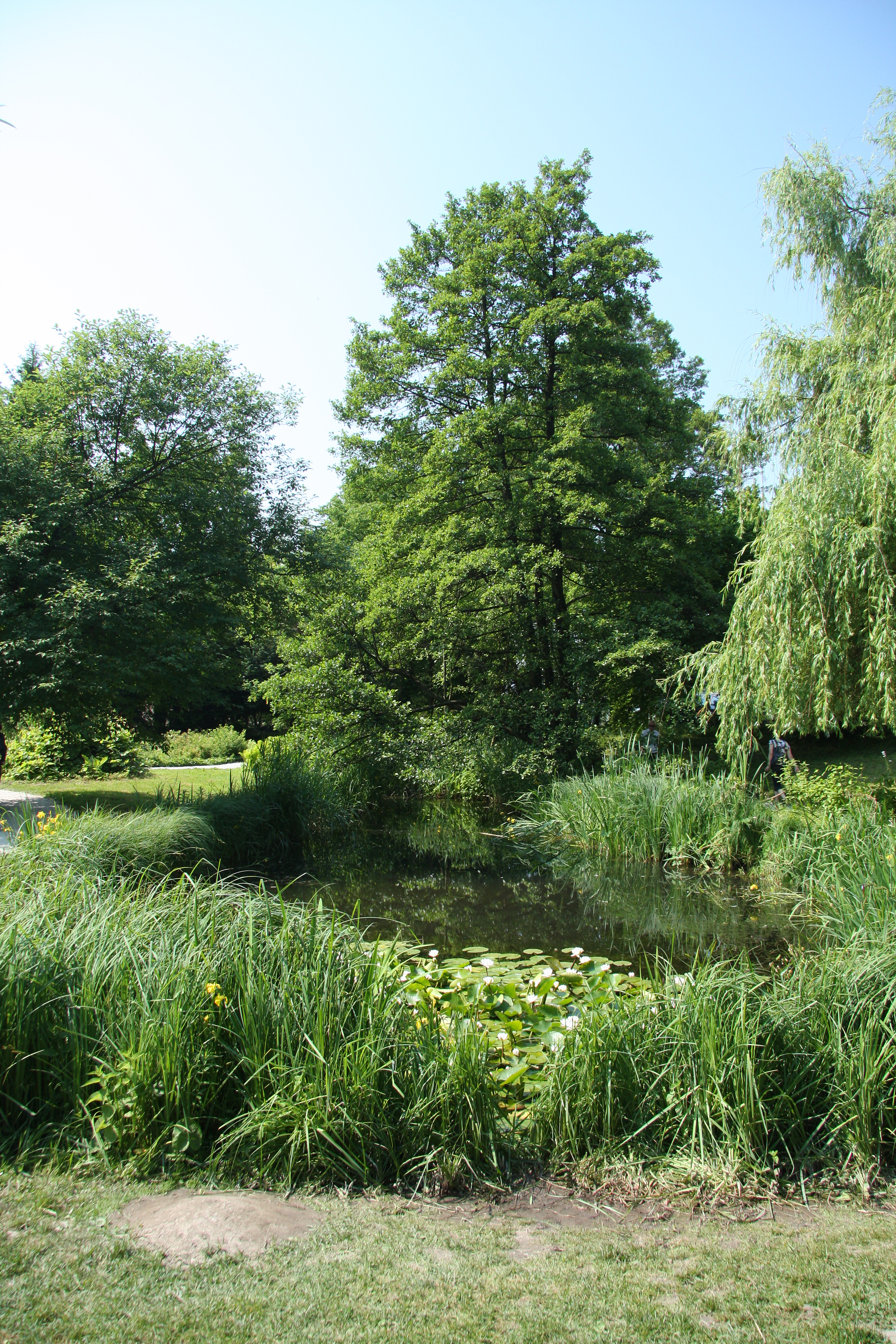
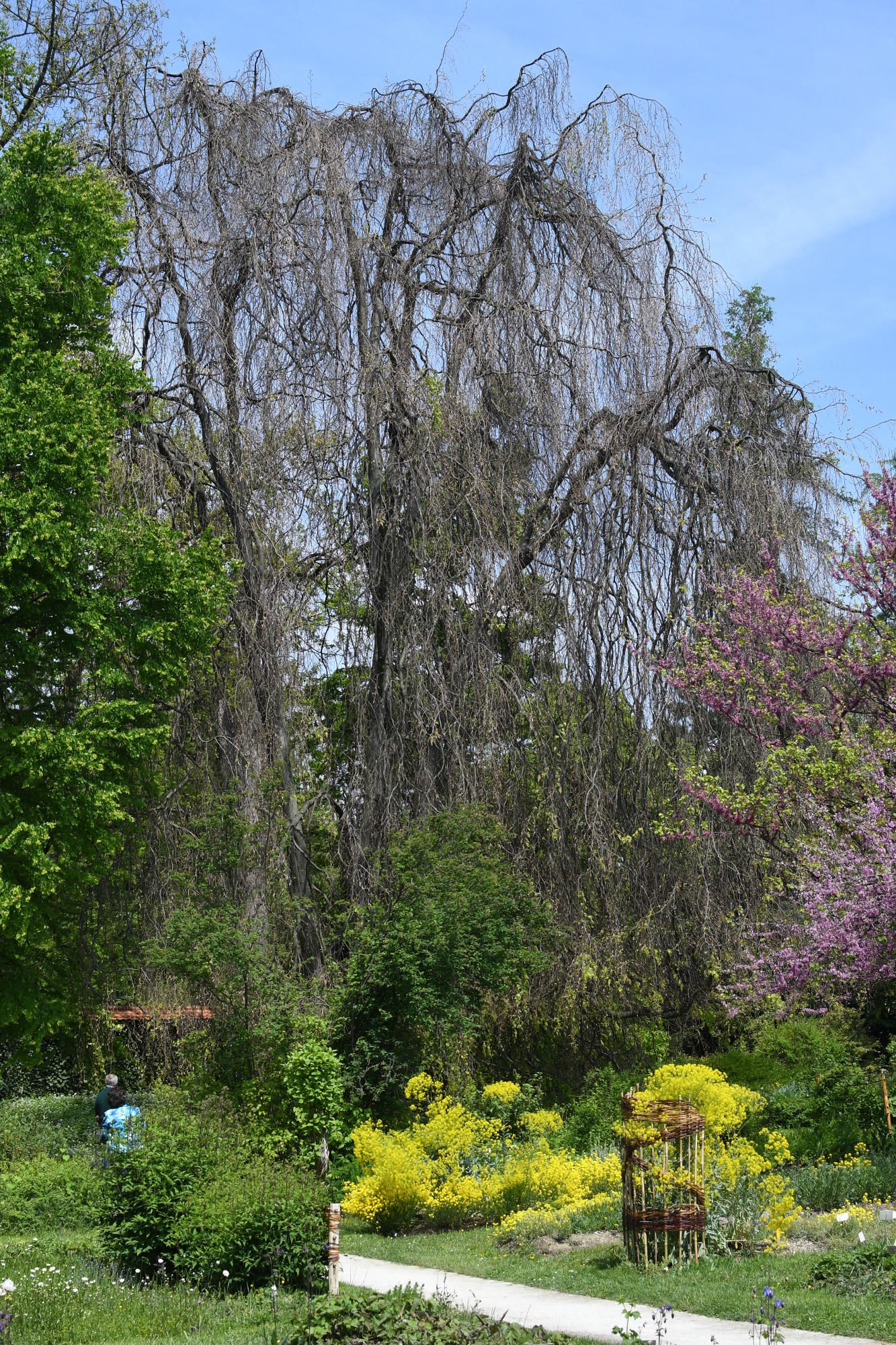
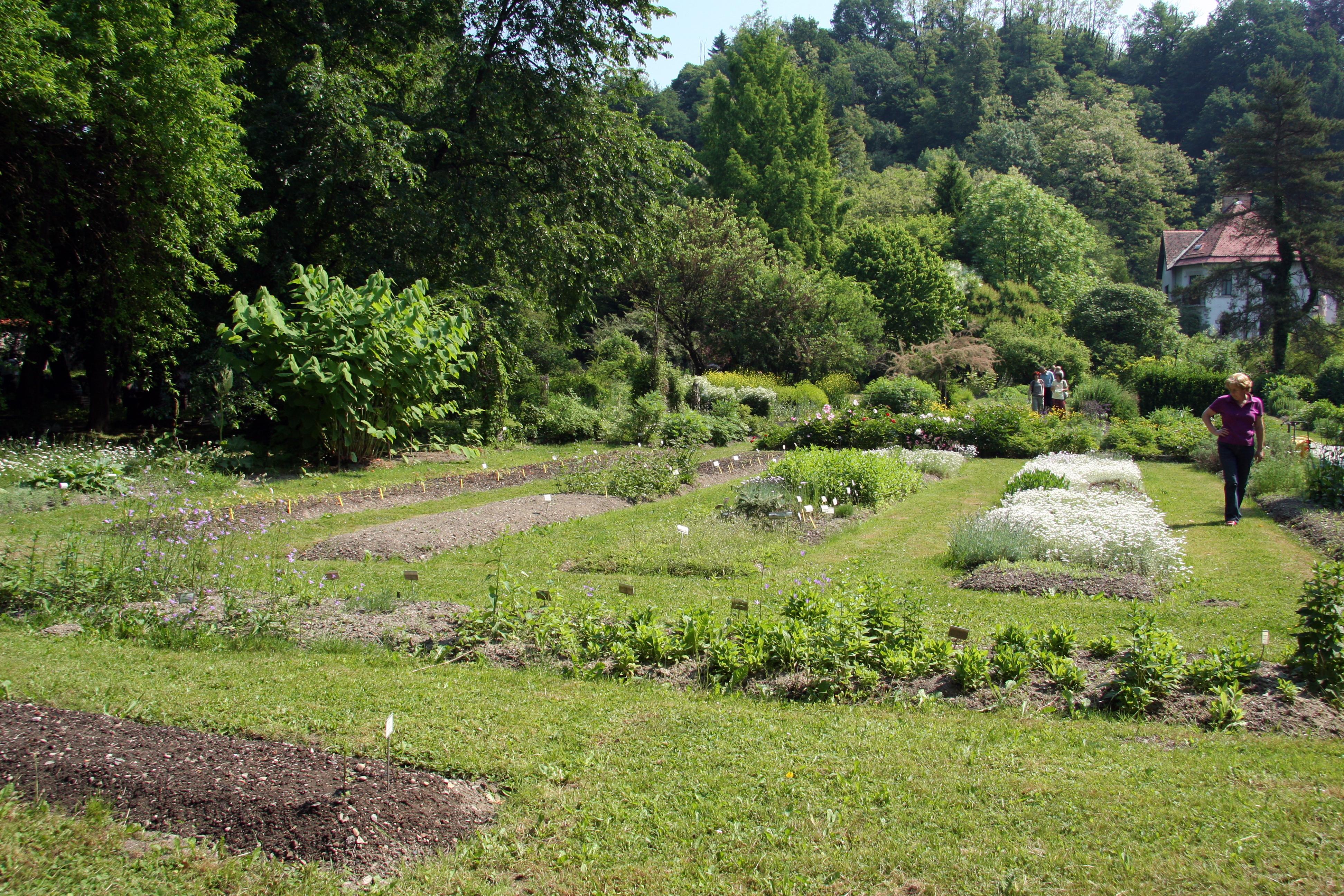